# Британські острови (право)
Британські острови — термін у законодавстві Сполученого Королівства, який разом позначає наступні чотири політії:
- Сполучене Королівство Великої Британії та Північної Ірландії;
- Бейлівік Гернсі (включаючи юрисдикції Олдерні, Гернсі та Сарк);
- Бейлівік Джерсі;
- Острів Мен.[2]

Острів Мен і бейлівіки Гернсі та Джерсі є залежними територіями Корони, проте не є частиною суверенної держави Сполучене Королівство. Парламент Сполученого Королівства іноді вводить законодавство, яке поширюється на острови, як правило, шляхом використання наказів. З цієї причини було визнано корисним мати загальний термін для об’єднаних територій. Законодавче визначення можна знайти в Додатку 1 Закону про тлумачення 1978 року.
Термін Сполучене Королівство та острови використовується в Законі про імміграцію 1971 року.